# Natada
Natada är ett släkte av fjärilar. Natada ingår i familjen snigelspinnare.

## Bildgalleri

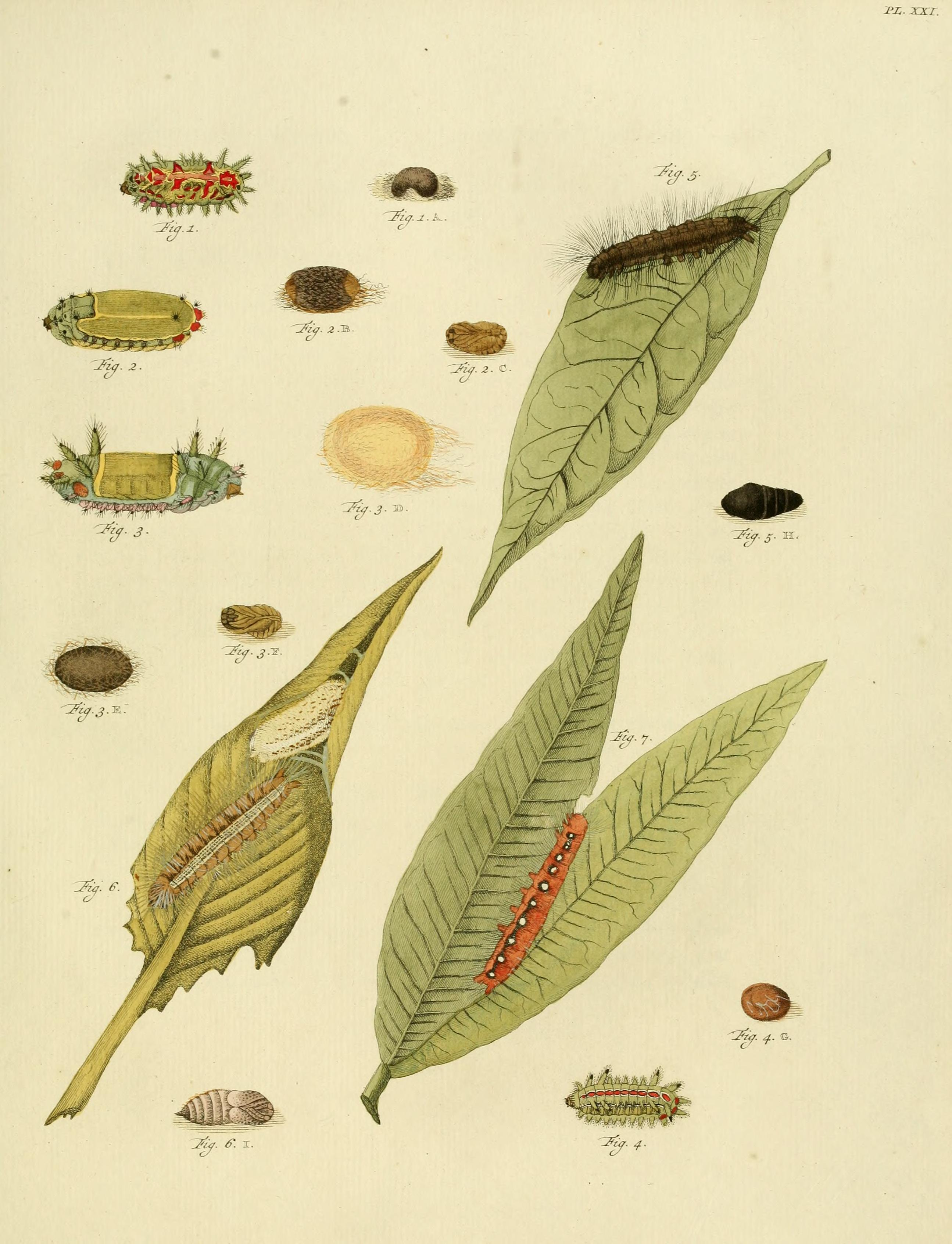
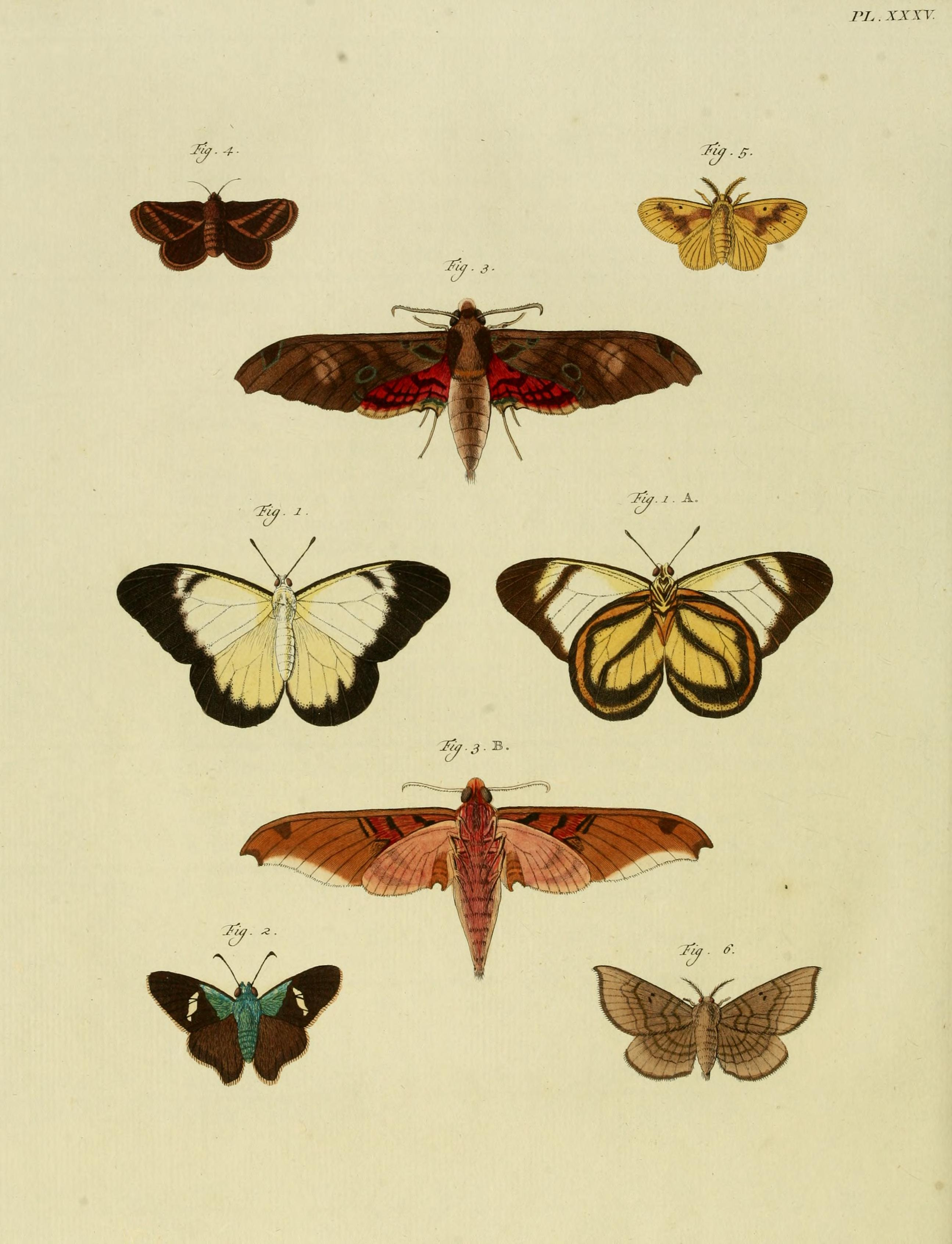
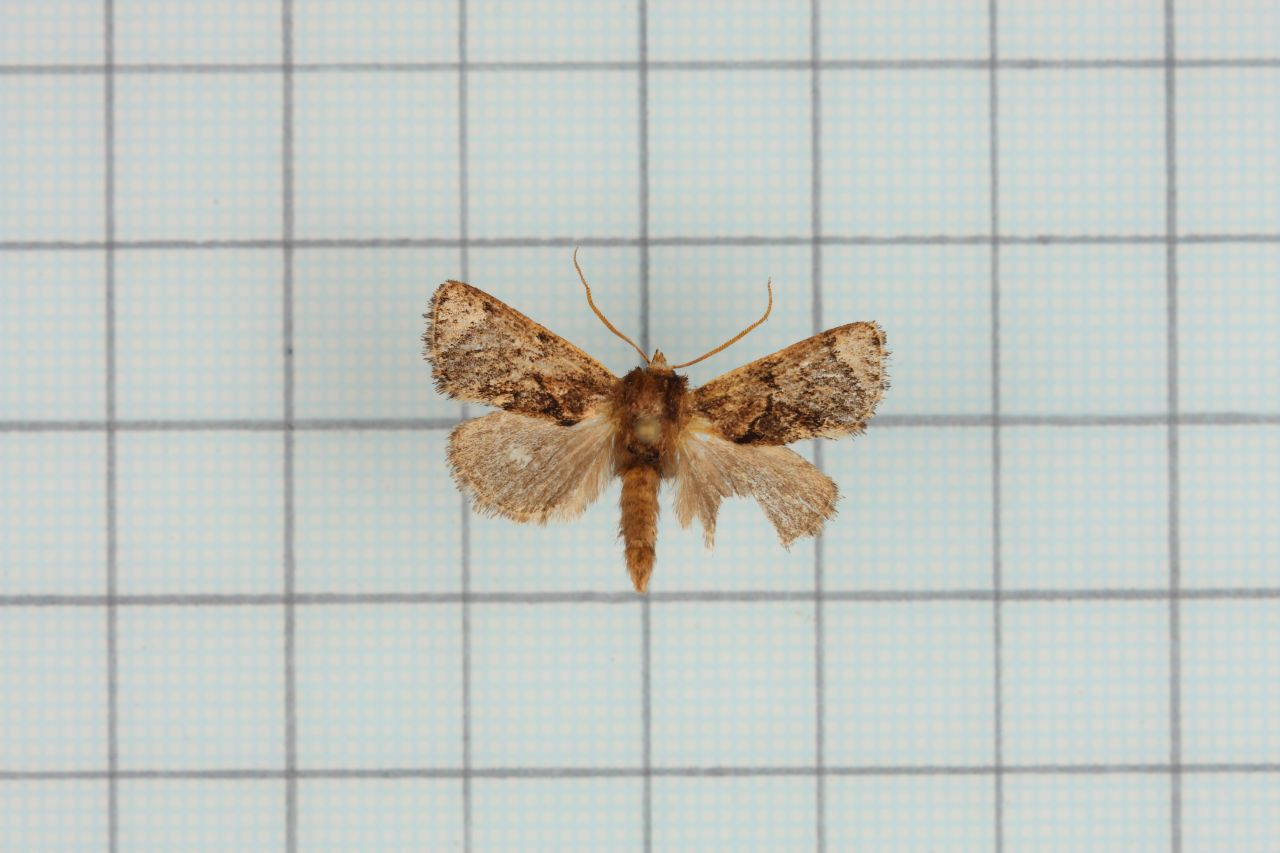
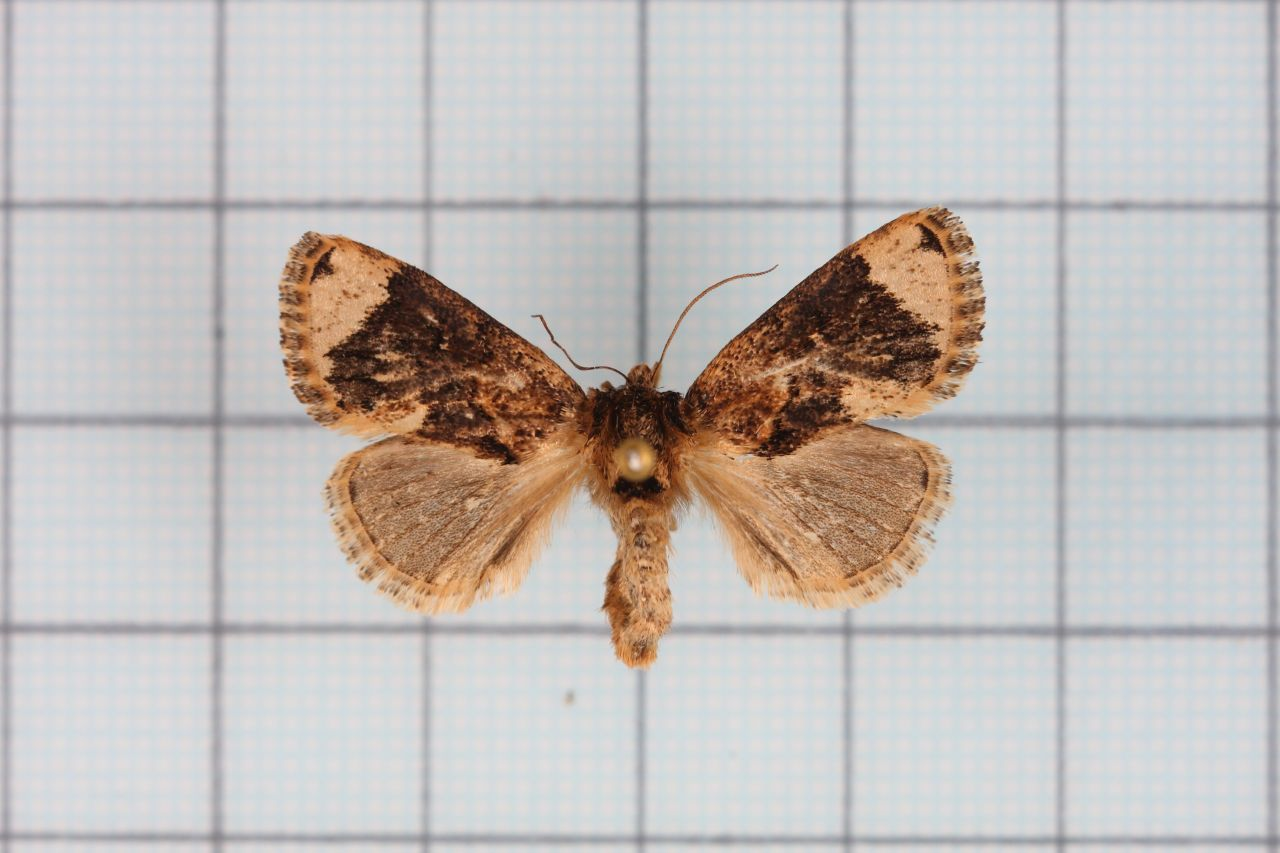
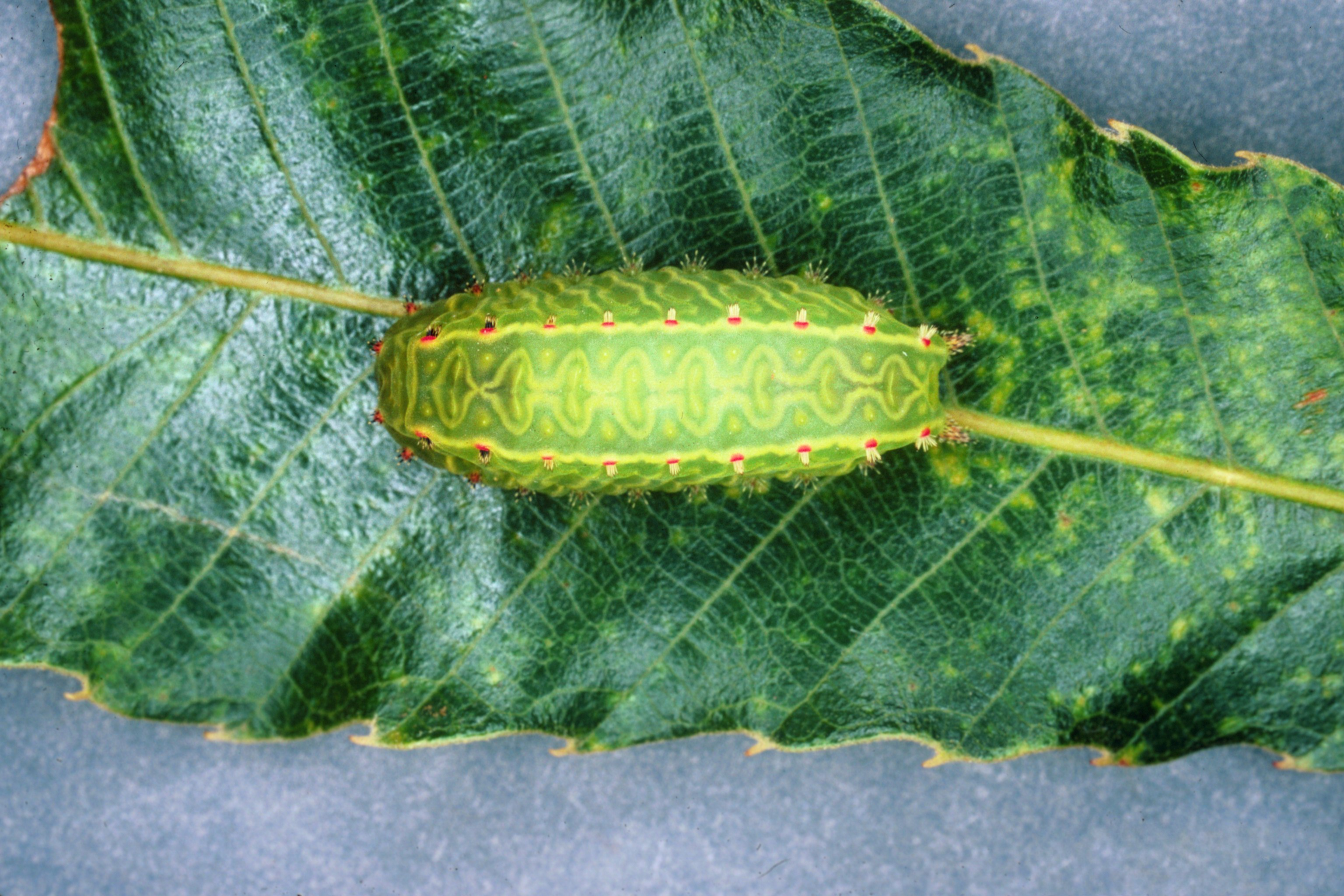
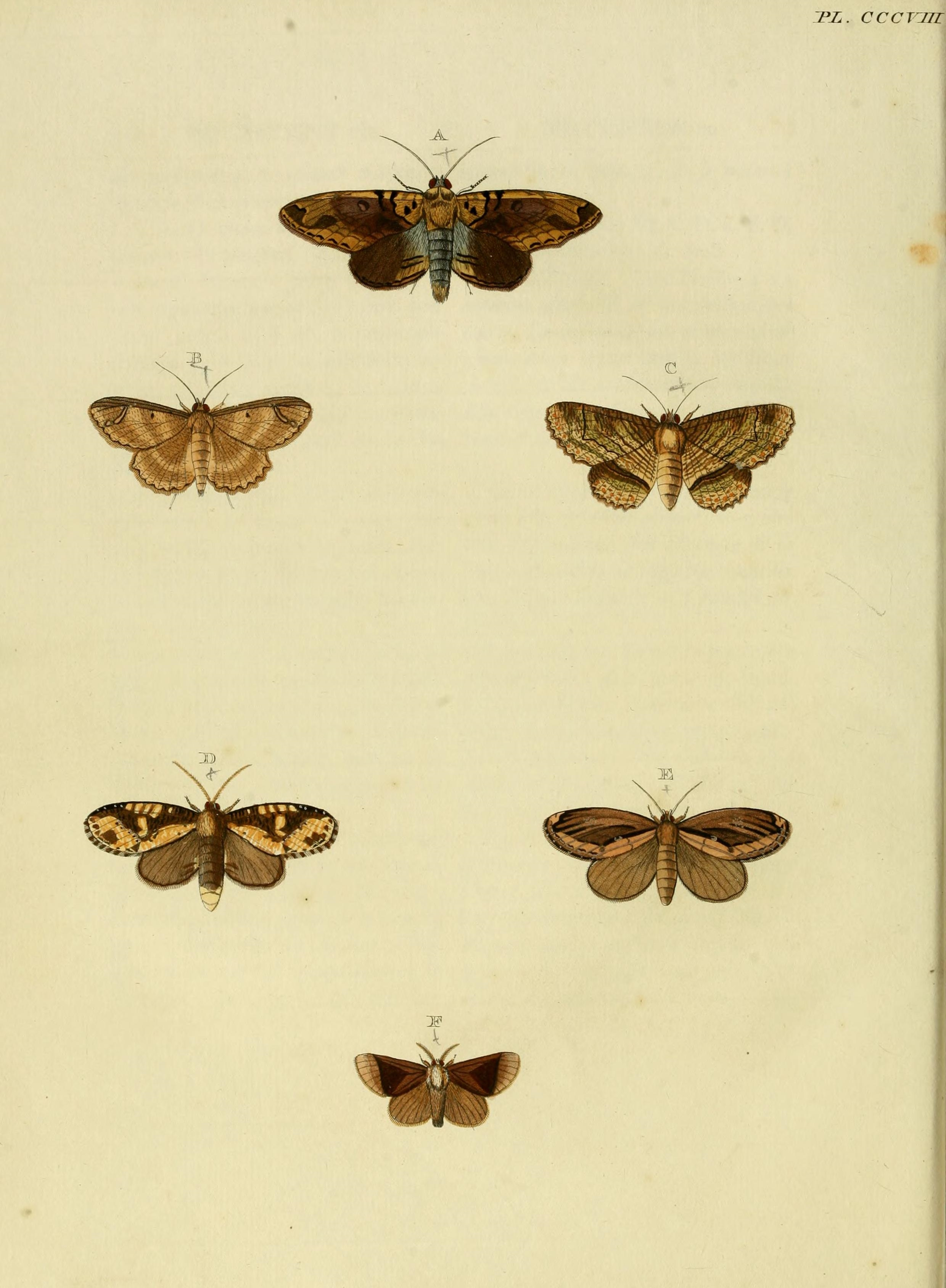

## Dottertaxa tillNatada, i alfabetisk ordning[1]
- Natada abscissa
- Natada amicta
- Natada arpi
- Natada barranca
- Natada basalis
- Natada bergii
- Natada caliginosa
- Natada caria
- Natada cephica
- Natada chrysaspis
- Natada chrysaspodes
- Natada cochuba
- Natada convergens
- Natada daona
- Natada deba
- Natada debella
- Natada desperata
- Natada dognini
- Natada fulvidorsia
- Natada fulvimixta
- Natada furva
- Natada fusca
- Natada fuscodivisa
- Natada griseimargo
- Natada incandescens
- Natada increscens
- Natada julia
- Natada kochi
- Natada lucens
- Natada lutea
- Natada michorta
- Natada miradora
- Natada molicula
- Natada mycalia
- Natada nasoni
- Natada nigripuncta
- Natada nindla
- Natada nucea
- Natada orthosioides
- Natada perpectinata
- Natada pucara
- Natada quadrata
- Natada rude
- Natada rufescens
- Natada salta
- Natada sardites
- Natada scopelata
- Natada senilis
- Natada simois
- Natada styx
- Natada subpectinata
- Natada sufficiens
- Natada tuaranensis
- Natada ulaula
- Natada undina
- Natada urichia